# Hydropsyche sirimauna
Hydropsyche sirimauna är en nattsländeart som beskrevs av Wolfram Mey 1998. Hydropsyche sirimauna ingår i släktet Hydropsyche och familjen ryssjenattsländor. Inga underarter finns listade i Catalogue of Life.